# عائلة بونابرت
عائلة بونابَرت هي سلالة حاكمة إمبراطورية وملكية أوروبية، تأسست في عام 1804 من قبل نابليون الأول، وهو قائد عسكري فرنسي وصل إلى النبالة بعد الثورة الفرنسية والذي حول الجمهورية الفرنسية الأولى في عام 1804 إلى الإمبراطورية الفرنسية الأولى، وذلك بعد خمس سنوات من انقلاب نوفمبر 1799. فقد قلب نابليون الجيش الكبير ضد كل القوى الأوروبية الكبرى وهيمن على أوروبا القارية من خلال سلسلة من الانتصارات العسكرية أثناء الحروب النابليونية. وقام بتمكين أفراد أسرته من عروش الدول العميلة، موسعاً نطاق سلطة العائلة.
شكلت عائلة بونابرت العائلة الإمبراطورية الفرنسية خلال الحكم الإمبراطوري في فرنسا مع وجود بعض الأفراد ضمن العائلة من خارج بيت بونابرت. بالإضافة إلى لقب أباطرة فرنسا، حصلت سلالة بونابرت على العديد من الألقاب والأقاليم الأخرى خلال الحروب النابليونية، بما في ذلك مملكة إيطاليا النابوليونية ومملكة إسبانيا النابوليونية ومملكة فستفالن والمملكة الهولندية ومملكة نابولي. حافظت السلالة على السلطة لحوالي عقد من الزمان حتى بدأت الحروب النابليونية بفرض أعبائها وخسائرها. شكلت السلالة لنفسها أعداء ذو نفوذ عظيم مثل النمسا وبريطانيا وروسيا وبروسيا، ومن الأسر الملكية كذلك (خاصة بوربون)، وقد أدى ذلك إلى جانب حركات الاستعادة في فرنسا وإسبانيا والصقليتين وسردينيا إلى انهيار السلالة في نهاية المطاف بسبب الهزيمة النهائية لنابليون في معركة واترلو وعودة السلالات السابقة إلى السلطة من خلال مؤتمر فيينا.
في عهد نابليون الأول، تألفت العائلة الإمبراطورية من علاقات الإمبراطور المباشرة، أي زوجته وابنه وإخوته وبعض أقاربه المقربين، مثل صهره يواكيم مورات وعمه جوزيف فيش وابن زوجته يوجين دو بوارنيه.
بين عامي 1852 و 1870، تشكلت إمبراطورية فرنسية ثانية، عندما حكم أحد أفراد سلالة بونابرت فرنسا مرة أخرى: نابليون الثالث، الابن الأصغر للويس بونابرت. ومع ذلك، وخلال الحرب الفرنسية البروسية 1870-1871، أطيح بالسلالة مرة أخرى من العرش الإمبراطوري. منذ ذلك الوقت، كانت هناك سلسلة من المدعين. يُعرف أنصار مطالبة عائلة بونابرت بعرش فرنسا باسم البونابرتيين.

## الأصول الإيطالية
كانت عائلة بونابرت (الأصل الإيطالي: Buonaparte) من العوائل الأرستقراطية في المدن الإيطالية سارزانا وسان مينياتو وفلورنسا. الاسم مشتق من الإيطالية: buona («جيد») و parte («جزء» أو «جانب»). في الإيطالية، تُستخدم عبارة «buona parte» للإشارة إلى جزء كبير لكن غير محدد من شيء مجموعي.
كان جيانفالدو بونابرت أول بونابرت معروف في سارزانا حوالي عام 1200. وتزوج سليله جيوفاني بونابرت في عام 1397 من إيزابيلا كالاندريني، وهي ابنة عم الكاردينال فيليبو كالاندريني لاحقًا. أصبح جيوفاني رئيسًا لبلدية سارزانا وعينه جيوفاني ماريا فيسكونتي مفوضًا للونيجيانا عام 1408. ابنته، أجنيلا بيرني، هي الجدة الكبرى للشاعر الإيطالي فرانشيسكو بيرني وكان حفيدهم فرانشيسكو بونابرت من الفرسان المرتزقة في خدمة بنك جنوة في سان جورج. في عام 1490، ذهب فرانشيسكو بونابرت إلى جزيرة كورسيكا، التي كان مُسيطر عليها من قبل البنك. في عام 1493، تزوج من ابنة غويدو دا كاستيليتو ممثل بنك سانت جورج في أجاكسيو، كورسيكا. كان معظم أحفادهم خلال الأجيال اللاحقة أعضاءً في مجلس بلدية أجاكسيو. حصل والد نابليون، كارلو بونابرت، على شهادة نبالة من ملك فرنسا عام 1771.
يوجد عائلة بونابرت في فرنسا أيضًا لكن صلتهم النهائية بالعائلات في سارزانا وسان مينياتو غير معروفة. كان جاكوبو بونابرت من سان مينياتو صديقًا ومستشارًا للبابا ميديشي كليمنت السابع. كان جاكوبو أيضًا شاهدًا وكتب تقريرًا عن احتلال روما (1527)، ويُعتبر تقريره إحدى أهم الوثائق التاريخية التي تروي هذا الحدث. ومع ذلك، فقد شارك اثنان من أبناء أخت جاكوبو، بيير أنطونيو بونابرت وجيوفاني بونابرت، في تمرد ميديشي عام 1527، وبعد ذلك نُفُوا من فلورنسا وأعادهم فيما بعد ألساندرو دي ميديشي، دوق فلورنسا. حافظ شقيق جاكوبو بينيديتو بونابرت على الحياد السياسي. أُسقط فرع سان مينياتو مع جاكوبو في عام 1550، وكان آخر فرد من عائلة فلورنسا هو جريجوريو بونابرت، الذي توفي عام 1803 تاركًا نابليون وريثًا.

## معرض صور